# 9811 Cavadore
9811 Cavadore este un asteroid din centura principală de asteroizi.

## Descriere
9811 Cavadore este un asteroid din centura principală de asteroizi. A fost descoperit pe 16 septembrie 1998 la Caussols, în cadrul proiectului ODAS. Asteroidul prezintă o orbită caracterizată de o semiaxă mare de 2,27 ua, o excentricitate de 0,16 și o înclinație de 1,5° în raport cu ecliptica.